# Camille Van De Casteele
Camille Van De Casteele (Sint Andries, Brujas, 27 de junio de 1902-Brujas, 12 de febrero de 1961) fue un ciclista belga que fue profesional entre 1924 y 1930 y 1933 y 1934, consiguiendo 5 victorias.

## Palmarés
1925
- París-Caen

1926
- París-Caen
- Critérium de Leiestreek
- 1 etapa del Tour de Francia

1927
- 1 etapa del Tour de Francia

## Resultados en Grandes Vueltas
| Carrera | Carrera         | 1925 | 1926 | 1927 | 1928 | 1929 |
| ------- | --------------- | ---- | ---- | ---- | ---- | ---- |
|         | Giro de Italia  | —    | —    | —    | —    | —    |
|         | Tour de Francia | Ab.  | 14.º | Ab.  | 14.º | Ab.  |
|         | Vuelta a España | X    | X    | X    | X    | X    |

—: No participa

Ab.: Abandona

X: Ediciones no celebradas